# Good Time Music
『Good Time Music』（グッドタイムミュージック）は、TBS系列で火曜版「テッペン!」枠（水曜 0:10 - 0:55〈火曜深夜〉）で放送されていた音楽情報番組。

## 概要
良い時も悪い時も、人生のあらゆる瞬間を『Good Time』に変えてくれる音楽を発信する音楽情報番組。
2016年7月13日(2016年7月12日深夜)放送分からゲストアーティストのファンだと言う芸能人がファン代表として出演し、ファン代表の芸能人がゲストアーティストのこれまでの功績を紹介したり何故ファンになったか等を語る制度が導入された。

## 出演
MC
- 及川光博
- Dream Ami
- 笹川友里（TBSアナウンサー）

## ネット局と放送時間
| 放送対象地域   | 放送局                | 系列    | 放送期間                | 放送日時                     | 備考       |
| -------------- | --------------------- | ------- | ----------------------- | ---------------------------- | ---------- |
| 関東広域圏     | TBSテレビ（TBS）      | TBS系列 | 2016年4月20日 - 3月29日 | 水曜 0:10 - 0:55（火曜深夜） | 制作局     |
| 北海道         | 北海道放送（HBC）     | TBS系列 | 2016年4月20日 - 3月29日 | 水曜 0:10 - 0:55（火曜深夜） | 同時ネット |
| 岩手県         | IBC岩手放送（IBC）    | TBS系列 | 2016年4月20日 - 3月29日 | 水曜 0:10 - 0:55（火曜深夜） | 同時ネット |
| 山形県         | テレビユー山形（TUY） | TBS系列 | 2016年4月20日 - 3月29日 | 水曜 0:10 - 0:55（火曜深夜） | 同時ネット |
| 福島県         | テレビユー福島（TUF） | TBS系列 | 2016年4月20日 - 3月29日 | 水曜 0:10 - 0:55（火曜深夜） | 同時ネット |
| 岡山県・香川県 | 山陽放送（RSK）       | TBS系列 | 2016年4月20日 - 3月29日 | 水曜 0:10 - 0:55（火曜深夜） | 同時ネット |
| 静岡県         | 静岡放送 (SBS)        | TBS系列 | 2016年4月22日 -         | 金曜 1:05 - 1:50（木曜深夜） | 遅れネット |
| 鳥取県・島根県 | 山陰放送（BSS）       | TBS系列 | 2016年5月17日 -         | 火曜 23:55 - 翌0:40          | 遅れネット |

### 過去のネット局
| 放送対象地域 | 放送局             | 系列    | 放送期間                 | 放送日時                     | 備考       |
| ------------ | ------------------ | ------- | ------------------------ | ---------------------------- | ---------- |
| 広島県       | 中国放送（RCC）    | TBS系列 | 2016年5月11日 - 7月27日  | 水曜 23:55 - 翌0:40          | 遅れネット |
| 福岡県       | RKB毎日放送（RKB） | TBS系列 | 2016年4月20日 - 9月21日  | 水曜 0:10 - 0:55（火曜深夜） | 同時ネット |
| 宮城県       | 東北放送（TBC）    | TBS系列 | 2016年4月20日 - 12月21日 | 水曜 0:10 - 0:55（火曜深夜） | 同時ネット |

## スタッフ
- ナレーター：バッキー木場
- 構成：都築浩・ビル坂恵、谷口マサヒト・川上ともこ、播田ナオミ、矢島悦子、谷岡千江里
- TM：長谷川晃司
- TD：中野啓
- VE：鈴木昭平
- カメラ：小笠原朋樹
- 音声：森和哉
- 照明：清水朝彦
- 美術P：中江大志
- 美術デザイナー：木村真梨子、谷佳奈恵
- 美術制作：半田裕記
- 装置：正代俊明
- 操作：山本晃靖、加藤優希
- 電飾：入江智喜、森田光俊
- アクリル装飾：古川明音
- 装飾：深山健太郎
- 花装飾：儀同博子
- 楽器：小室洋平
- ヘアメイク：城所とも美、遠藤敏子
- CGプロデューサー：松原貴明
- CGデザイナー：松山真浩
- 音響効果：伊藤誠、阿部宰
- 歌編集：磯部宏幸
- 編集：岩原大介
- MA：湯浅絵理奈
- 編成：中島啓介
- 番組宣伝：塩川篤史
- 技術協力：エヌ・エス・ティー、TAMCO、ティ・エル・シー、T-TEX、東通
- 制作協力：ファルコン、ボトム、クラリシオン
- マネジメントP：古谷英一
- TK：常藤直子
- デスク：江畑亜矢子
- AD：古賀輝彦、松木秀祐、山田大輝、神保汐里
- AP：白山真穂、佐藤誠子、上田彩
- ディレクター：早川康弘、米澤孝祐、土屋佳弘、塩谷暁充、藤田亘・山口雄太
- チーフディレクター：深谷俊介
- プロデューサー：谷沢美和、時松隆吉
- 製作著作：TBS

### 過去のスタッフ
- TM：小澤義春
- デスク：大澤麻子